# تغییر روزانه دمای هوا

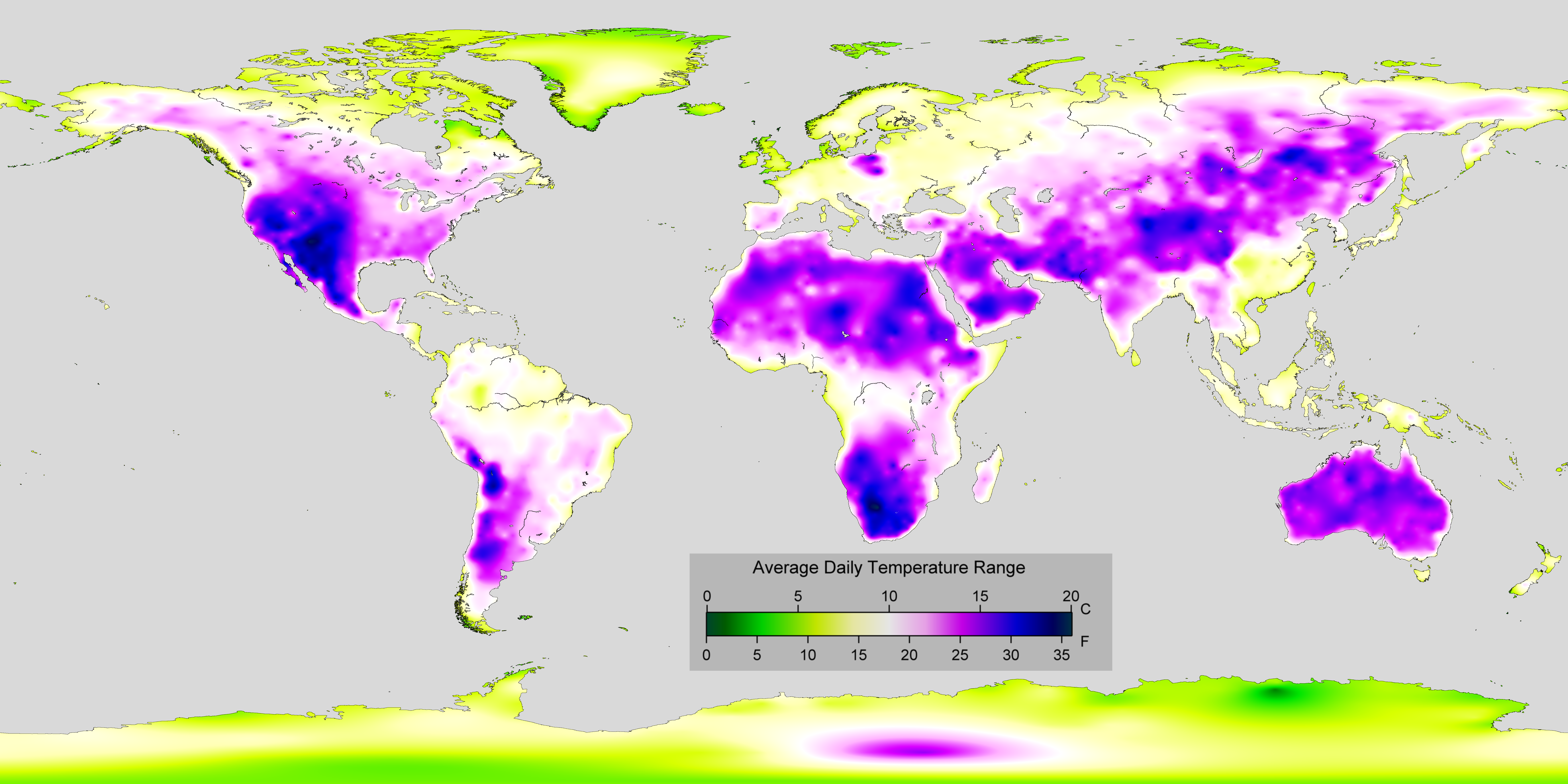
نقشه محدوده جهانی تغییر روزانه دمای هوا بر روی زمین از سال ۱۹۵۱ تا ۱۹۸۰

تغییر روزانه دمای هوا تغییر بین دمای هوای بالا و دمای پایین است که در طول یک روز روی می‌دهد.

## درنگ دمایی
درنگ یا تأخیر دمایی که لَختی گرمایی نیز نامیده می‌شود، عامل مهمی در تغییر دمای روزانه است. حداکثر دمای روزانه معمولاً بعد از ظهر اتفاق می‌افتد، زیرا هوا گرمای خالص را برای مدتی از صبح تا ظهر و مدتی پس از آن جذب می‌کند. به‌طور مشابه، حداقل دمای روزانه نیز معمولاً در زمان قابل توجهی پس از نیمه‌شب رخ می‌دهد. در واقع حداقل دمای روزانه در اوایل صبح در ساعت حوالی سحر رخ می‌دهد، زیرا گرما در تمام طول شب از بین می‌رود. پدیده سالانه مشابه، درنگ فصلی است.
همان‌طور که انرژی خورشیدی هر روز صبح به سطح زمین برخورد می‌کند، یک لایه سطحی به ضخامت ۱–۳-سانتیمتر (۰٫۳۹–۱٫۱۸-اینچ) از هوا که مستقیماً بالای سطح زمین قرار دارد، بر اثر رسانایی گرم می‌شود. تبادل گرمایی بین این لایه سطحی هوای گرم و هوای سردتر بالا بسیار ناکارآمد است. به عنوان مثال، در یک روز گرم تابستان، دمای هوا از سطح زمین تا ارتفاع برابر با سینه یک انسان معمولی  ممکن است تا ۱۶٫۵ درجه سلسیوس (۶۲ درجه فارنهایت) متفاوت باشد. تابش خورشیدی ورودی برای ساعت‌های زیادی در بعد از ظهر از انرژی گرمایی خروجی فراتر رفته و معمولاً از ساعت ۳ تا ۵ بعد از ظهر به تعادل می‌رسد، اما این تعادل ممکن است تحت تأثیر عوامل مختلفی مانند پهنه‌های بزرگ آب، نوع و پوشش خاک، باد، پوشش ابر/بخار آب و رطوبت روی زمین باشد.